# Тур ATP 2002
Тур ATP 2002 — елітний світовий тур тенісистів професіоналів, що проводиться Асоціацією Тенісистів Професіоналів (ATP) з січня до листопада 2002 року. Тур включав чотири турніри Великого шлему, Фінал ATP, тур ATP Мастерс, ATP International Series Gold, ATP International Series.

## Розклад турнірів
Легенда
| Турнір Великого Шолому        |
| Фінал Туру ATP                |
| ATP Masters Series            |
| ATP International Series Gold |
| ATP International Series      |
| Командні змагання             |

### Січень
| Тиждень           | Турнір | Чемпіони                                               | Фіналісти                     | Півфіналісти                                                       | Чвертьфіналісти                                                 |
| ----------------- | --- | ------------------------------------------------------ | ----------------------------- | ------------------------------------------------------------------ | --------------------------------------------------------------- |
| 31 Гру 2001       | Hopman Cup Перт, Австралія ITF Mixed Team Championships Тверде (i) – 8 teams (RR)                                                                  | Іспанія 2–1                                            | США                           | Вибули у груповому турнірі (Група A) Австралія Швейцарія Аргентина | Вибули у груповому турнірі (Група B) Італія Бельгія Франція     |
| 31 Гру 2001       | AAPT Championships Аделаїда, Австралія ATP International Series $357,000 – hard Одиночний розряд – Парний розряд                                   | Тім Генман 6–4, 6–7(6–8), 6–3                          | Марк Філіппуссіс              | Альберто Мартін Хішам Аразі                                        | Грег Руседскі Томас Енквіст Іван Любичич Тодд Мартін            |
| 31 Гру 2001       | AAPT Championships Аделаїда, Австралія ATP International Series $357,000 – hard Одиночний розряд – Парний розряд                                   | Вейн Блек Кевін Ульєтт 7–5, 6–2                        | Боб Браян Майк Браян          | Альберто Мартін Хішам Аразі                                        | Грег Руседскі Томас Енквіст Іван Любичич Тодд Мартін            |
| 31 Гру 2001       | Tata Open Ченнай, Індія ATP International Series $400,000 – hard Одиночний розряд – Парний розряд                                                  | Гільєрмо Каньяс 6–4, 7–6(7–2)                          | Парадорн Шрічапхан            | Кароль Кучера Андрей Павел                                         | Їржі Ванек Фабріс Санторо Алекс Калатрава Томас Юганссон        |
| 31 Гру 2001       | Tata Open Ченнай, Індія ATP International Series $400,000 – hard Одиночний розряд – Парний розряд                                                  | Магеш Бгупаті Леандер Паес 5–7, 6–2, 7–5               | Томаш Цибулець Ота Фукарек    | Кароль Кучера Андрей Павел                                         | Їржі Ванек Фабріс Санторо Алекс Калатрава Томас Юганссон        |
| 31 Гру 2001       | Qatar ExxonMobil Open Доха, Катар ATP International Series $1,000,000 – hard Одиночний розряд – Парний розряд                                      | Юнес Ель-Айнауї 4–6, 6–2, 6–2                          | Фелікс Мантілья               | Райнер Шуттлер Богдан Уліграх                                      | Євген Кафельников Їржі Новак Фернандо Вісенте Радек Штепанек    |
| 31 Гру 2001       | Qatar ExxonMobil Open Доха, Катар ATP International Series $1,000,000 – hard Одиночний розряд – Парний розряд                                      | Доналд Джонсон Джаред Палмер 6–3, 7–6(7–5)             | Їржі Новак Давід Рікл         | Райнер Шуттлер Богдан Уліграх                                      | Євген Кафельников Їржі Новак Фернандо Вісенте Радек Штепанек    |
| 7 січня           | Heineken Open Окленд, Нова Зеландія ATP International Series $357,000 – hard Одиночний розряд – Парний розряд                                      | Грег Руседскі 6–7(0–7), 6–4, 7–5                       | Жером Гольмар                 | Мішель Кратохвіл Їржі Новак                                        | Йонас Бйоркман Давід Налбандян Фелікс Мантілья Горан Іванишевич |
| 7 січня           | Heineken Open Окленд, Нова Зеландія ATP International Series $357,000 – hard Одиночний розряд – Парний розряд                                      | Йонас Бйоркман Тодд Вудбрідж 7–6(7–5), 7–6(9–7)        | Мартін Гарсія Цирил Сук       | Мішель Кратохвіл Їржі Новак                                        | Йонас Бйоркман Давід Налбандян Фелікс Мантілья Горан Іванишевич |
| 7 січня           | Adidas International Сідней, Австралія ATP International Series $381,000 – hard Одиночний розряд – Парний розряд                                   | Роджер Федерер 6–3, 6–3                                | Хуан Ігнасіо Чела             | Максим Мирний Енді Роддік                                          | Жюльєн Бутте Ніколя Ескюде Лі Хьон Тхек Марсело Ріос            |
| 7 січня           | Adidas International Сідней, Австралія ATP International Series $381,000 – hard Одиночний розряд – Парний розряд                                   | Доналд Джонсон Джаред Палмер 6–4, 6–4                  | Джошуа Ігл Сендон Столл       | Максим Мирний Енді Роддік                                          | Жюльєн Бутте Ніколя Ескюде Лі Хьон Тхек Марсело Ріос            |
| 14 січня 21 січня | Відкритий чемпіонат Австралії з тенісу Мельбурн, Австралія Grand Slam $4,290,000 – hard 128S/128Q/64D/32X Одиночний розряд – Парний розряд – Мікст | Томас Юганссон 3–6, 6–4, 6–4, 7–6(7–4)                 | Марат Сафін                   | Томмі Гаас Їржі Новак                                              | Марсело Ріос Вейн Феррейра Штефан Коубек Йонас Бйоркман         |
| 14 січня 21 січня | Відкритий чемпіонат Австралії з тенісу Мельбурн, Австралія Grand Slam $4,290,000 – hard 128S/128Q/64D/32X Одиночний розряд – Парний розряд – Мікст | Марк Ноулз Деніел Нестор' 7–6(7–4), 6–3                | Мікаель Льодра Фабріс Санторо | Томмі Гаас Їржі Новак                                              | Марсело Ріос Вейн Феррейра Штефан Коубек Йонас Бйоркман         |
| 14 січня 21 січня | Відкритий чемпіонат Австралії з тенісу Мельбурн, Австралія Grand Slam $4,290,000 – hard 128S/128Q/64D/32X Одиночний розряд – Парний розряд – Мікст | Кевін Ульєтт Даніела Гантухова 6–3, 6–2                | Гастон Етліс Паола Суарес     | Томмі Гаас Їржі Новак                                              | Марсело Ріос Вейн Феррейра Штефан Коубек Йонас Бйоркман         |
| 28 січня          | Milan Indoor Мілан, Італія ATP International Series $381,000 – carpet (i) Одиночний розряд – Парний розряд                                         | Давіде Сангінетті 7–6(7–2), 4–6, 6–1                   | Роджер Федерер                | Ніколя Ескюде Грег Руседскі                                        | Юнес Ель-Айнауї Максим Мирний Шенг Схалкен Саргис Саргсян       |
| 28 січня          | Milan Indoor Мілан, Італія ATP International Series $381,000 – carpet (i) Одиночний розряд – Парний розряд                                         | Карстен Браш Андрій Ольховський 3–6, 7–6(7–5), [12–10] | Жюльєн Бутте Максим Мирний    | Ніколя Ескюде Грег Руседскі                                        | Юнес Ель-Айнауї Максим Мирний Шенг Схалкен Саргис Саргсян       |

### Лютий
| Тиждень   | Турнір | Чемпіони | Фіналісти | Півфіналісти                        | Чвертьфіналісти                                                 |
| --------- | --- | --- | --- | ----------------------------------- | --------------------------------------------------------------- |
| 4 лютого  | Davis Cup by BNP Paribas First Round Мец, Франція – hard (i) Острава, Чехія – carpet (i) Сарагоса, Іспанія – clay (i) Оклахома-Сіті, USA – hard (i) Москва, Росія – clay (i) Бірмінгем, Great Britain – carpet (i) Загреб, Хорватія – carpet (i) Буенос-Айрес, Аргентина – clay | Переможці першого раунду Франція 3–2 · Чехія 4–1 · Іспанія 3–2 · Сполучені Штати Америки 5–0 · Росія 3–2 · Швеція 3–2 · Хорватія 4–1 · Аргентина 5–0 | Переможені у першому раунді Нідерланди · Бразилія · Марокко · Словаччина · Швейцарія · Велика Британія · Німеччина · Австралія |                                     |                                                                 |
| 11 лютого | Copenhagen Open Копенгаген, Данія ATP International Series $381,000 – hard (i) Одиночний розряд – Парний розряд | Ларс Бургсмюллер 6–3, 6–3 | Олів'є Рохус | Магнус Ларссон Давіде Сангінетті    | Їржі Новак Сесіл Маміїт Крістоф Рохус Райнер Шуттлер            |
| 11 лютого | Copenhagen Open Копенгаген, Данія ATP International Series $381,000 – hard (i) Одиночний розряд – Парний розряд | Юліан Ноул Міхаель Кольманн 7–6(10–8), 7–5 | Їржі Новак Радек Штепанек | Магнус Ларссон Давіде Сангінетті    | Їржі Новак Сесіл Маміїт Крістоф Рохус Райнер Шуттлер            |
| 11 лютого | Open 13 Марсель, Франція ATP International Series $451,000 – Тверде (i) Одиночний розряд – Парний розряд | Томас Енквіст 6–7(4–7), 6–3, 6–1 | Ніколя Ескюде | Седрік Пйолін Євген Кафельников     | Хуан Карлос Ферреро Грег Руседскі Себастьян Грожан Марк Россе   |
| 11 лютого | Open 13 Марсель, Франція ATP International Series $451,000 – Тверде (i) Одиночний розряд – Парний розряд | Арно Клеман Ніколя Ескюде 6–4, 6–3 | Жюльєн Бутте Максим Мирний | Седрік Пйолін Євген Кафельников     | Хуан Карлос Ферреро Грег Руседскі Себастьян Грожан Марк Россе   |
| 11 лютого | Bell South Open Вінья-дель-Мар, Чилі ATP International Series $381,000 – clay Одиночний розряд – Парний розряд | Фернандо Гонсалес 6–3, 6–7(5–7), 7–6(7–4) | Ніколас Лапентті | Ніколас Массу Ніколя Кутло          | Флавіо Саретта Альберт Монтаньєс Маркус Хіпфль Хосе Акасусо     |
| 11 лютого | Bell South Open Вінья-дель-Мар, Чилі ATP International Series $381,000 – clay Одиночний розряд – Парний розряд | Гастон Етліс Мартін Родрігес 6–3, 6–4 | Лукас Арнольд Кер Луїс Лобо | Ніколас Массу Ніколя Кутло          | Флавіо Саретта Альберт Монтаньєс Маркус Хіпфль Хосе Акасусо     |
| 18 лютого | Kroger St. Jude Мемфіс, TN, USA ATP International Series Gold $725,000 – hard (i) Одиночний розряд | Енді Роддік 6–4, 3–6, 7–5 | Джеймс Блейк | Ян-Майкл Гембілл Ксав'є Малісс      | Томмі Гаас Райнер Шуттлер Тодд Мартін Саргис Саргсян            |
| 18 лютого | Kroger St. Jude Мемфіс, TN, USA ATP International Series Gold $725,000 – hard (i) Одиночний розряд | Браян Макфі Ненад Зімоньїч 6–3, 3–6, [10–4] | Боб Браян Майк Браян | Ян-Майкл Гембілл Ксав'є Малісс      | Томмі Гаас Райнер Шуттлер Тодд Мартін Саргис Саргсян            |
| 18 лютого | ABN AMRO World Tennis Tournament Роттердам, Нідерланди ATP International Series Gold $713,000 – hard (i) Одиночний розряд – Парний розряд | Ніколя Ескюде 3–6, 7–6(9–7), 6–4 | Тім Генман | Себастьян Грожан Іван Любичич       | Роджер Федерер Арно Клеман Богдан Уліграх Їво Гойбергер         |
| 18 лютого | ABN AMRO World Tennis Tournament Роттердам, Нідерланди ATP International Series Gold $713,000 – hard (i) Одиночний розряд – Парний розряд | Роджер Федерер Максим Мирний 4–6, 6–3, [10–4] | Марк Ноулз Деніел Нестор | Себастьян Грожан Іван Любичич       | Роджер Федерер Арно Клеман Богдан Уліграх Їво Гойбергер         |
| 18 лютого | Copa AT&T Буенос-Айрес, Аргентина ATP International Series $425,000 – clay Одиночний розряд – Парний розряд | Ніколас Массу 2–6, 7–6(7–5), 6–2 | Агустін Кальєрі | Хуан Ігнасіо Чела Фелісіано Лопес   | Маріано Сабалета Франко Скілларі Хосе Акасусо Давід Налбандян   |
| 18 лютого | Copa AT&T Буенос-Айрес, Аргентина ATP International Series $425,000 – clay Одиночний розряд – Парний розряд | Гастон Етліс Мартін Родрігес 3–6, 6–3, [10–4] | Сімон Аспелін Марк Кратцманн                                                                                                   | Хуан Ігнасіо Чела Фелісіано Лопес   | Маріано Сабалета Франко Скілларі Хосе Акасусо Давід Налбандян   |
| 25 лютого | Abierto Mexicano Pegaso Акапулько, Мексика ATP International Series Gold $725,200 – clay Одиночний розряд | Карлос Моя 7–6(7–4), 7–6(7–4) | Фернандо Мелігені | Альберт Монтаньєс Хуан Ігнасіо Чела | Фернандо Вісенте Маріано Сабалета Давід Санчес Франсіско Клавет |
| 25 лютого | Abierto Mexicano Pegaso Акапулько, Мексика ATP International Series Gold $725,200 – clay Одиночний розряд | Боб Браян Майк Браян 6–1, 3–6, [10–2] | Мартін Дамм Давід Рікл | Альберт Монтаньєс Хуан Ігнасіо Чела | Фернандо Вісенте Маріано Сабалета Давід Санчес Франсіско Клавет |
| 25 лютого | Dubai Tennis Championships and Duty Free Women's Open Дубай, ОАЕ ATP International Series Gold $925,000 – hard Одиночний розряд – Парний розряд | Фабріс Санторо 6–4, 3–6, 6–3 | Юнес Ель-Айнауї | Томас Юганссон Їржі Новак           | Райнер Шуттлер Тім Генман Іван Любичич Євген Кафельников        |
| 25 лютого | Dubai Tennis Championships and Duty Free Women's Open Дубай, ОАЕ ATP International Series Gold $925,000 – hard Одиночний розряд – Парний розряд | Марк Ноулз Деніел Нестор 3–6, 6–3, [13–11] | Джошуа Ігл Сендон Столл | Томас Юганссон Їржі Новак           | Райнер Шуттлер Тім Генман Іван Любичич Євген Кафельников        |
| 25 лютого | Siebel Open Сан-Хосе, CA, USA ATP International Series $400,000 – hard (i) Одиночний розряд | Ллейтон Г'юїтт 4–6, 7–6(8–6), 7–6(7–4) | Андре Агассі | Ян-Майкл Гембілл Енді Роддік        | Тодд Мартін Вейн Артурс Джеймс Блейк Вейн Феррейра              |
| 25 лютого | Siebel Open Сан-Хосе, CA, USA ATP International Series $400,000 – hard (i) Одиночний розряд | Вейн Блек Кевін Ульєтт 6–3, 4–6, [10–5] | Джон-Лаффньє де Ягер Роббі Куніґ                                                                                               | Ян-Майкл Гембілл Енді Роддік        | Тодд Мартін Вейн Артурс Джеймс Блейк Вейн Феррейра              |

### Березень
| Тиждень               | Турнір | Чемпіони                                    | Фіналісти                    | Півфіналісти                  | Чвертьфіналісти                                              |
| --------------------- | --- | ------------------------------------------- | ---------------------------- | ----------------------------- | ------------------------------------------------------------ |
| 4 березня             | International Tennis Championships Делрей-Біч, FL, USA ATP International Series $400,000 – hard Одиночний розряд – Парний розряд | Давіде Сангінетті 6–4, 4–6, 6–4             | Енді Роддік                  | Антоні Дюпюї Ян-Майкл Гембілл | Мікаель Льодра Фелісіано Лопес Парадорн Шрічапхан Андре Са   |
| 4 березня             | International Tennis Championships Делрей-Біч, FL, USA ATP International Series $400,000 – hard Одиночний розряд – Парний розряд | Мартін Дамм Цирил Сук 6–4, 6–7(5–7), [10–5] | Девід Адамс Вен Еллвуд       | Антоні Дюпюї Ян-Майкл Гембілл | Мікаель Льодра Фелісіано Лопес Парадорн Шрічапхан Андре Са   |
| 4 березня             | Franklin Templeton Tennis Classic Скоттдейл, AZ, USA ATP International Series $400,000 – hard Одиночний розряд – Парний розряд   | Андре Агассі 6–2, 7–6(7–2)                  | Жоан Бальсельс               | Ксав'є Малісс Райнер Шуттлер  | Хуан Ігнасіо Чела Вейн Феррейра Ноам Окун Карлос Моя         |
| 4 березня             | Franklin Templeton Tennis Classic Скоттдейл, AZ, USA ATP International Series $400,000 – hard Одиночний розряд – Парний розряд   | Боб Браян Майк Браян 7–5, 7–6(8–6)          | Марк Ноулз Деніел Нестор     | Ксав'є Малісс Райнер Шуттлер  | Хуан Ігнасіо Чела Вейн Феррейра Ноам Окун Карлос Моя         |
| 11 березня            | Pacific Life Open Індіан-Веллс, CA, USA Tennis Masters Series $2,950,000 – hard Одиночний розряд – Парний розряд                 | Ллейтон Г'юїтт 6–1, 6–2                     | Тім Генман                   | Піт Сампрас Тодд Мартін       | Томас Енквіст Райнер Шуттлер Гастон Гаудіо Євген Кафельников |
| 11 березня            | Pacific Life Open Індіан-Веллс, CA, USA Tennis Masters Series $2,950,000 – hard Одиночний розряд – Парний розряд                 | Марк Ноулз Деніел Нестор 6–4, 6–4           | Роджер Федерер Максим Мирний | Піт Сампрас Тодд Мартін       | Томас Енквіст Райнер Шуттлер Гастон Гаудіо Євген Кафельников |
| 18 березня 25 березня | NASDAQ-100 Open Кі-Біскейн, FL, USA Tennis Masters Series $3,575,000 – hard Одиночний розряд – Парний розряд                     | Андре Агассі 6–3, 6–3, 3–6, 6–4             | Роджер Федерер               | Ллейтон Г'юїтт Марсело Ріос   | Марат Сафін Андрей Павел Хуан Ігнасіо Чела Ніколас Лапентті  |
| 18 березня 25 березня | NASDAQ-100 Open Кі-Біскейн, FL, USA Tennis Masters Series $3,575,000 – hard Одиночний розряд – Парний розряд                     | Марк Ноулз Деніел Нестор 6–3, 3–6, 6–1      | Доналд Джонсон Джаред Палмер | Ллейтон Г'юїтт Марсело Ріос   | Марат Сафін Андрей Павел Хуан Ігнасіо Чела Ніколас Лапентті  |

### Квітень
| Тиждень   | Турнір | Чемпіони                                                                                      | Фіналісти                                                      | Півфіналісти                     | Чвертьфіналісти                                              |
| --------- | --- | --------------------------------------------------------------------------------------------- | -------------------------------------------------------------- | -------------------------------- | ------------------------------------------------------------ |
| 1 квітня  | Davis Cup by BNP Paribas Quarterfinals Pau, Франція – carpet (i) Х'юстон, США – grass Москва, Росія – clay (i) Буенос-Айрес, Аргентина – clay (red) | Переможці чвертьфіналів Франція 3–1 · Сполучені Штати Америки 3–1 · Росія 4–1 · Аргентина 4–1 | Переможені у чвертьфіналах Чехія · Іспанія · Швеція · Хорватія |                                  |                                                              |
| 8 квітня  | Grand Prix Hassan II Касабланка, Марокко ATP International Series $400,000 – clay Одиночний розряд – Парний розряд                                  | Юнес Ель-Айнауї 3–6, 6–3, 6–2                                                                 | Гільєрмо Каньяс                                                | Жюльєн Бутте Михайло Южний       | Аттіла Шавольт Жан-Рене Лінар Антоні Дюпюї Поль-Анрі Матьє   |
| 8 квітня  | Grand Prix Hassan II Касабланка, Марокко ATP International Series $400,000 – clay Одиночний розряд – Парний розряд                                  | Стівен Гасс Майлз Вейкфілд 6–4, 6–2                                                           | Мартін Гарсія Луїс Лобо                                        | Жюльєн Бутте Михайло Южний       | Аттіла Шавольт Жан-Рене Лінар Антоні Дюпюї Поль-Анрі Матьє   |
| 8 квітня  | Estoril Open Оейраш, Португалія ATP International Series $525,000 – clay Одиночний розряд – Парний розряд                                           | Давід Налбандян 6–4, 7–6(7–5)                                                                 | Яркко Ніємінен                                                 | Карлос Моя Фернандо Мелігені     | Шенг Схалкен Максим Мирний Радек Штепанек Марат Сафін        |
| 8 квітня  | Estoril Open Оейраш, Португалія ATP International Series $525,000 – clay Одиночний розряд – Парний розряд                                           | Карстен Браш Андрій Ольховський 6–3, 6–3                                                      | Сімон Аспелін Ендрю Кратцманн                                  | Карлос Моя Фернандо Мелігені     | Шенг Схалкен Максим Мирний Радек Штепанек Марат Сафін        |
| 15 квітня | Monte Carlo Open Рокбрюн-Кап-Мартен, Франція Tennis Masters Series $2,950,000 – clay Одиночний розряд – Парний розряд                               | Хуан Карлос Ферреро 7–5, 6–3, 6–4                                                             | Карлос Моя                                                     | Тім Генман Себастьян Грожан      | Марат Сафін Томас Юганссон Альберт Коста Томмі Гаас          |
| 15 квітня | Monte Carlo Open Рокбрюн-Кап-Мартен, Франція Tennis Masters Series $2,950,000 – clay Одиночний розряд – Парний розряд                               | Йонас Бйоркман Тодд Вудбрідж 6–3, 3–6, [10–7]                                                 | Паул Гаргейс Євген Кафельников                                 | Тім Генман Себастьян Грожан      | Марат Сафін Томас Юганссон Альберт Коста Томмі Гаас          |
| 22 квітня | Trofeo Conde de Godo Барселона, Іспанія ATP International Series Gold $955,000 – clay Одиночний розряд – Парний розряд                              | Гастон Гаудіо 6–4, 6–0, 6–2                                                                   | Альберт Коста                                                  | Ллейтон Г'юїтт Гільєрмо Каньяс   | Юнес Ель-Айнауї Альберто Мартін Седрік Пйолін Алекс Корретха |
| 22 квітня | Trofeo Conde de Godo Барселона, Іспанія ATP International Series Gold $955,000 – clay Одиночний розряд – Парний розряд                              | Майкл Гілл Даніель Вацек 6–4, 6–4                                                             | Лукас Арнольд Кер Гастон Етліс                                 | Ллейтон Г'юїтт Гільєрмо Каньяс   | Юнес Ель-Айнауї Альберто Мартін Седрік Пйолін Алекс Корретха |
| 22 квітня | U.S. Men's Clay Court Championships Х'юстон, TX, USA ATP International Series $400,000 – clay Одиночний розряд – Парний розряд                      | Енді Роддік 7–6(11–9), 6–3                                                                    | Піт Сампрас                                                    | Гільєрмо Кор'я Андре Агассі      | Вейн Артурс Джеймс Блейк Тодд Мартін Крістіан Плесс          |
| 22 квітня | U.S. Men's Clay Court Championships Х'юстон, TX, USA ATP International Series $400,000 – clay Одиночний розряд – Парний розряд                      | Марді Фіш Енді Роддік 6–4, 6–4                                                                | Ян-Майкл Гембілл Грейдон Олівер                                | Гільєрмо Кор'я Андре Агассі      | Вейн Артурс Джеймс Блейк Тодд Мартін Крістіан Плесс          |
| 29 квітня | Mallorca Open Майорка, Іспанія ATP International Series $381,000 – clay Одиночний розряд – Парний розряд                                            | Гастон Гаудіо 6–2, 6–3                                                                        | Яркко Ніємінен                                                 | Агустін Кальєрі Маріано Сабалета | Густаво Куертен Олів'є Рохус Домінік Хрбати Давід Санчес     |
| 29 квітня | Mallorca Open Майорка, Іспанія ATP International Series $381,000 – clay Одиночний розряд – Парний розряд                                            | Магеш Бгупаті Леандер Паес 6–2, 6–4                                                           | Юліан Ноул Міхаель Кольманн                                    | Агустін Кальєрі Маріано Сабалета | Густаво Куертен Олів'є Рохус Домінік Хрбати Давід Санчес     |
| 29 квітня | BMW Open Мюнхен, Німеччина ATP International Series $381,000 – clay Одиночний розряд – Парний розряд                                                | Юнес Ель-Айнауї 6–4, 6–4                                                                      | Райнер Шуттлер                                                 | Радек Штепанек Михайло Южний     | Ніколас Лапентті Франсіско Клавет Жюльєн Бутте Томмі Гаас    |
| 29 квітня | BMW Open Мюнхен, Німеччина ATP International Series $381,000 – clay Одиночний розряд – Парний розряд                                                | Петр Лукса Радек Штепанек 6–0, 6–7(4–7), [11–9]                                               | Петр Пала Павел Візнер                                         | Радек Штепанек Михайло Южний     | Ніколас Лапентті Франсіско Клавет Жюльєн Бутте Томмі Гаас    |

### Травень
| Тиждень            | Турнір | Чемпіони                                | Фіналісти                    | Півфіналісти                                                              | Чвертьфіналісти                                                       |
| ------------------ | --- | --------------------------------------- | ---------------------------- | ------------------------------------------------------------------------- | --------------------------------------------------------------------- |
| 6 травня           | Italian Open Rome, Італія Tennis Masters Series $2,578,000 – clay Одиночний розряд – Парний розряд                                          | Андре Агассі 6–3, 6–3, 6–0              | Томмі Гаас                   | Енді Роддік Їржі Новак                                                    | Карлос Моя Томмі Робредо Джеймс Блейк Альберт Коста                   |
| 6 травня           | Italian Open Rome, Італія Tennis Masters Series $2,578,000 – clay Одиночний розряд – Парний розряд                                          | Мартін Дамм Цирил Сук 7–5, 7–5          | Вейн Блек Кевін Ульєтт       | Енді Роддік Їржі Новак                                                    | Карлос Моя Томмі Робредо Джеймс Блейк Альберт Коста                   |
| 13 травня          | Hamburg Masters Гамбург, Німеччина Tennis Masters Series $2,578,000 – clay Одиночний розряд – Парний розряд                                 | Роджер Федерер 6–1, 6–3, 6–4            | Марат Сафін                  | Томмі Робредо Максим Мирний                                               | Ллейтон Г'юїтт Штефан Коубек Жюльєн Бутте Густаво Куертен             |
| 13 травня          | Hamburg Masters Гамбург, Німеччина Tennis Masters Series $2,578,000 – clay Одиночний розряд – Парний розряд                                 | Магеш Бгупаті Ян-Майкл Гембілл 6–2, 6–4 | Йонас Бйоркман Тодд Вудбрідж | Томмі Робредо Максим Мирний                                               | Ллейтон Г'юїтт Штефан Коубек Жюльєн Бутте Густаво Куертен             |
| 20 травня          | ARAG World Team Cup Дюссельдорф, Німеччина World Team Cup $2,100,000 – clay                                                                 | Аргентина · 3–0                         | Росія                        | Раунд Robin losers (Red Group) Швеція · Франція · Сполучені Штати Америки | Раунд Robin losers (Blue Group) Іспанія · Велика Британія · Німеччина |
| 20 травня          | Internationaler Raiffeisen Grand Prix Санкт-Пельтен, Австрія ATP International Series $381,000 – clay Одиночний розряд – Парний розряд      | Ніколас Лапентті 7–5, 6–4               | Фернандо Вісенте             | Флавіо Саретта Олів'є Рохус                                               | Маркус Хіпфль Альберт Монтаньєс Давід Санчес Юрген Мельцер            |
| 20 травня          | Internationaler Raiffeisen Grand Prix Санкт-Пельтен, Австрія ATP International Series $381,000 – clay Одиночний розряд – Парний розряд      | Петр Пала Давід Рікл 7–5, 6–4           | Майк Браян Майкл Гілл        | Флавіо Саретта Олів'є Рохус                                               | Маркус Хіпфль Альберт Монтаньєс Давід Санчес Юрген Мельцер            |
| 27 травня 3 червня | Відкритий чемпіонат Франції з тенісу Paris, Франція Grand Slam $5,268,535 – clay 128S/128Q/64D/32X Одиночний розряд – Парний розряд – Мікст | Альберт Коста 6–1, 6–0, 4–6, 6–3        | Хуан Карлос Ферреро          | Алекс Корретха Марат Сафін                                                | Гільєрмо Каньяс Андрей Павел Андре Агассі Себастьян Грожан            |
| 27 травня 3 червня | Відкритий чемпіонат Франції з тенісу Paris, Франція Grand Slam $5,268,535 – clay 128S/128Q/64D/32X Одиночний розряд – Парний розряд – Мікст | Паул Гаргейс Євген Кафельников 7–5, 6–4 | Марк Ноулз Деніел Нестор     | Алекс Корретха Марат Сафін                                                | Гільєрмо Каньяс Андрей Павел Андре Агассі Себастьян Грожан            |
| 27 травня 3 червня | Відкритий чемпіонат Франції з тенісу Paris, Франція Grand Slam $5,268,535 – clay 128S/128Q/64D/32X Одиночний розряд – Парний розряд – Мікст | Вейн Блек Кара Блек 6–3, 6–3            | Марк Ноулз Олена Бовіна      | Алекс Корретха Марат Сафін                                                | Гільєрмо Каньяс Андрей Павел Андре Агассі Себастьян Грожан            |

### Червень
| Тиждень           | Турнір | Чемпіони                                             | Фіналісти                      | Півфіналісти                   | Чвертьфіналісти                                             |
| ----------------- | --- | ---------------------------------------------------- | ------------------------------ | ------------------------------ | ----------------------------------------------------------- |
| 10 червня         | Gerry Weber Open Галле, NRW, Німеччина ATP International Series $951,000 – grass Одиночний розряд – Парний розряд                     | Євген Кафельников 2–6, 6–4, 6–4                      | Ніколас Кіфер                  | Кеннет Карлсен Роджер Федерер  | Богдан Уліграх Томас Юганссон Александер Попп Михайло Южний |
| 10 червня         | Gerry Weber Open Галле, NRW, Німеччина ATP International Series $951,000 – grass Одиночний розряд – Парний розряд                     | Давід Пріносіл Давід Рікл 4–6, 7–6(7–5), 7–5         | Йонас Бйоркман Тодд Вудбрідж   | Кеннет Карлсен Роджер Федерер  | Богдан Уліграх Томас Юганссон Александер Попп Михайло Южний |
| 10 червня         | Stella Artois Championships London, Велика Британія ATP International Series $761,000 – grass Одиночний розряд – Парний розряд        | Ллейтон Г'юїтт 4–6, 6–1, 6–4                         | Тім Генман                     | Шенг Схалкен Рамон Слюйтер     | Тодд Мартін Вейн Артурс Вейн Феррейра Лі Хьон Тхек          |
| 10 червня         | Stella Artois Championships London, Велика Британія ATP International Series $761,000 – grass Одиночний розряд – Парний розряд        | Вейн Блек Кевін Ульєтт 7–5, 6–3                      | Магеш Бгупаті Максим Мирний    | Шенг Схалкен Рамон Слюйтер     | Тодд Мартін Вейн Артурс Вейн Феррейра Лі Хьон Тхек          |
| 17 червня         | Ordina Open Гертогенбос, Нідерланди ATP International Series $381,000 – grass Одиночний розряд – Парний розряд                        | Шенг Схалкен 3–6, 6–3, 6–2                           | Арно Клеман                    | Гільєрмо Каньяс Томмі Робредо  | Ллейтон Г'юїтт Седрік Пйолін Їв Аллегро Роджер Федерер      |
| 17 червня         | Ordina Open Гертогенбос, Нідерланди ATP International Series $381,000 – grass Одиночний розряд – Парний розряд                        | Мартін Дамм Цирил Сук 7–6(8–6), 6–7(6–8), 6–4        | Паул Гаргейс Браян Макфі       | Гільєрмо Каньяс Томмі Робредо  | Ллейтон Г'юїтт Седрік Пйолін Їв Аллегро Роджер Федерер      |
| 17 червня         | Samsung Open Ноттінгем, Велика Британія ATP International Series $381,000 – grass                                                     | Йонас Бйоркман 6–2, 6–7(5–7), 6–2                    | Вейн Артурс                    | Грег Руседскі Мішель Кратохвіл | Андрій Столяров Магнус Ларссон Арвінд Пармар Фабріс Санторо |
| 17 червня         | Samsung Open Ноттінгем, Велика Британія ATP International Series $381,000 – grass                                                     | Майк Браян Марк Ноулз 0–6, 7–6(7–3), 6–4             | Доналд Джонсон Джаред Палмер   | Грег Руседскі Мішель Кратохвіл | Андрій Столяров Магнус Ларссон Арвінд Пармар Фабріс Санторо |
| 24 червня 1 липня | Вімблдонський турнір Лондон, Велика Британія Grand Slam $6,061,154 – grass 128S/128Q/64D/64X Одиночний розряд – Парний розряд – Мікст | Ллейтон Г'юїтт 6–1, 6–3, 6–2                         | Давід Налбандян                | Тім Генман Ксав'є Малісс       | Шенг Схалкен Андре Са Ріхард Крайчек Ніколас Лапентті       |
| 24 червня 1 липня | Вімблдонський турнір Лондон, Велика Британія Grand Slam $6,061,154 – grass 128S/128Q/64D/64X Одиночний розряд – Парний розряд – Мікст | Йонас Бйоркман Тодд Вудбрідж 6–1, 6–2, 6–7(7–9), 7–5 | Марк Ноулз Деніел Нестор       | Тім Генман Ксав'є Малісс       | Шенг Схалкен Андре Са Ріхард Крайчек Ніколас Лапентті       |
| 24 червня 1 липня | Вімблдонський турнір Лондон, Велика Британія Grand Slam $6,061,154 – grass 128S/128Q/64D/64X Одиночний розряд – Парний розряд – Мікст | Магеш Бгупаті Олена Лиховцева 6–2, 1–6, 6–1          | Кевін Ульєтт Даніела Гантухова | Тім Генман Ксав'є Малісс       | Шенг Схалкен Андре Са Ріхард Крайчек Ніколас Лапентті       |

### Липень
| Тиждень  | Турнір | Чемпіони                                   | Фіналісти                         | Півфіналісти                   | Чвертьфіналісти                                               |
| -------- | --- | ------------------------------------------ | --------------------------------- | ------------------------------ | ------------------------------------------------------------- |
| 8 липня  | Swedish Open Båstad Бостад, Швеція ATP International Series $381,000 – clay Одиночний розряд – Парний розряд                              | Карлос Моя 6–3, 2–6, 7–5                   | Юнес Ель-Айнауї                   | Агустін Кальєрі Томмі Робредо  | Гільєрмо Каньяс Микола Давиденко Маґнус Норман Альберт Портас |
| 8 липня  | Swedish Open Båstad Бостад, Швеція ATP International Series $381,000 – clay Одиночний розряд – Парний розряд                              | Йонас Бйоркман Тодд Вудбрідж 7–6(8–6), 6–4 | Пол Генлі Майкл Гілл              | Агустін Кальєрі Томмі Робредо  | Гільєрмо Каньяс Микола Давиденко Маґнус Норман Альберт Портас |
| 8 липня  | Allianz Suisse Open Gstaad, Швейцарія ATP International Series $600,000 – clay Одиночний розряд – Парний розряд                           | Алекс Корретха 6–3, 7–6(7–3), 7–6(7–3)     | Гастон Гаудіо                     | Іван Любичич Радек Штепанек    | Гало Бланко Марк Россе Аттіла Шавольт Давід Санчес            |
| 8 липня  | Allianz Suisse Open Gstaad, Швейцарія ATP International Series $600,000 – clay Одиночний розряд – Парний розряд                           | Джошуа Ігл Давід Рікл 7–6(7–5), 6–4        | Массімо Бертоліні Крістіан Бранді | Іван Любичич Радек Штепанек    | Гало Бланко Марк Россе Аттіла Шавольт Давід Санчес            |
| 8 липня  | Miller Lite Hall of Fame Tennis Championships Ньюпорт, RI, USA ATP International Series $375,000 – grass Одиночний розряд – Парний розряд | Тейлор Дент 6–1, 4–6, 6–4                  | Джеймс Блейк                      | Мікаель Льодра Роббі Джінепрі  | Джастін Гімелстоб Марді Фіш Александер Попп Мартін Лі         |
| 8 липня  | Miller Lite Hall of Fame Tennis Championships Ньюпорт, RI, USA ATP International Series $375,000 – grass Одиночний розряд – Парний розряд | Боб Браян Майк Браян 7–5, 6–3              | Юрген Мельцер Александер Попп     | Мікаель Льодра Роббі Джінепрі  | Джастін Гімелстоб Марді Фіш Александер Попп Мартін Лі         |
| 15 липня | Energis Open Амерсфорт, Нідерланди ATP International Series $381,000 – clay Одиночний розряд – Парний розряд                              | Хуан Ігнасіо Чела 6–1, 7–6(7–4)            | Альберт Коста                     | Гастон Гаудіо Джон ван Лоттум  | Андре Са Яркко Ніємінен Крістоф Рохус Жоан Бальсельс          |
| 15 липня | Energis Open Амерсфорт, Нідерланди ATP International Series $381,000 – clay Одиночний розряд – Парний розряд                              | Джефф Кутзе Кріс Гаггард 7–6(7–1), 6–3     | Андре Са Алешандре Сімоні         | Гастон Гаудіо Джон ван Лоттум  | Андре Са Яркко Ніємінен Крістоф Рохус Жоан Бальсельс          |
| 15 липня | Mercedes Cup Штутгарт, Німеччина ATP International Series $500,000 – clay Одиночний розряд – Парний розряд                                | Михайло Южний 6–3, 3–6, 3–6, 6–4, 6–4      | Гільєрмо Каньяс                   | Їржі Новак Ларс Бургсмюллер    | Томмі Робредо Альберто Мартін Юнес Ель-Айнауї Андрей Павел    |
| 15 липня | Mercedes Cup Штутгарт, Німеччина ATP International Series $500,000 – clay Одиночний розряд – Парний розряд                                | Джошуа Ігл Давід Рікл 6–3, 6–4             | Девід Адамс Гастон Етліс          | Їржі Новак Ларс Бургсмюллер    | Томмі Робредо Альберто Мартін Юнес Ель-Айнауї Андрей Павел    |
| 15 липня | Croatia Open Умаг, Хорватія ATP International Series $381,000 – clay Main Draw - Qualifying                                               | Карлос Моя 6–2, 6–3                        | Давид Феррер                      | Желько Краян Юрген Мельцер     | Гільєрмо Кор'я Іван Любичич Віктор Генеску Фернандо Вісенте   |
| 15 липня | Croatia Open Умаг, Хорватія ATP International Series $381,000 – clay Main Draw - Qualifying                                               | Франтішек Чермак Юліан Ноул 6–4, 6–4       | Альберт Портас Фернандо Вісенте   | Желько Краян Юрген Мельцер     | Гільєрмо Кор'я Іван Любичич Віктор Генеску Фернандо Вісенте   |
| 22 липня | Generali Open Кіцбюель, Австрія ATP International Series Gold $880,000 – clay Одиночний розряд – Парний розряд                            | Алекс Корретха 6–4, 6–1, 6–3               | Хуан Карлос Ферреро               | Гастон Гаудіо Маріано Сабалета | Альберт Коста Ніколас Массу Андрей Павел Хуан Ігнасіо Чела    |
| 22 липня | Generali Open Кіцбюель, Австрія ATP International Series Gold $880,000 – clay Одиночний розряд – Парний розряд                            | Роббі Куніґ Сімада Томас 7–6(7–3), 6–4     | Лукас Арнольд Кер Алекс Корретха  | Гастон Гаудіо Маріано Сабалета | Альберт Коста Ніколас Массу Андрей Павел Хуан Ігнасіо Чела    |
| 22 липня | Mercedes-Benz Cup Los Angeles, CA, USA ATP International Series $400,000 – hard Одиночний розряд – Парний розряд                          | Андре Агассі 6–2, 6–4                      | Ян-Майкл Гембілл                  | Енді Роддік Максим Мирний      | Ніколас Кіфер Ксав'є Малісс Мікаель Льодра Густаво Куертен    |
| 22 липня | Mercedes-Benz Cup Los Angeles, CA, USA ATP International Series $400,000 – hard Одиночний розряд – Парний розряд                          | Себастьян Грожан Ніколас Кіфер 6–4, 6–4    | Джастін Гімелстоб Мікаель Льодра  | Енді Роддік Максим Мирний      | Ніколас Кіфер Ксав'є Малісс Мікаель Льодра Густаво Куертен    |
| 22 липня | Idea Prokom Open Сопот, Польща ATP International Series $381,000 – clay Одиночний розряд – Парний розряд                                  | Хосе Акасусо 2–6, 6–1, 6–3                 | Франко Скілларі                   | Аттіла Шавольт Карлос Моя      | Михайло Южний Крістоф Рохус Ян Вацек Стефано Гальвані         |
| 22 липня | Idea Prokom Open Сопот, Польща ATP International Series $381,000 – clay Одиночний розряд – Парний розряд                                  | Франтішек Чермак Леош Фридль 7–5, 7–5      | Джефф Кутзе Натан Гілі            | Аттіла Шавольт Карлос Моя      | Михайло Южний Крістоф Рохус Ян Вацек Стефано Гальвані         |
| 29 липня | Canada Masters and the Rogers AT&T Cup Торонто, Канада Tennis Masters Series $2,950,000 – hard Одиночний розряд – Парний розряд           | Гільєрмо Каньяс 6–4, 7–5                   | Енді Роддік                       | Їржі Новак Томмі Гаас          | Себастьян Грожан Давід Налбандян Фабріс Санторо Марат Сафін   |
| 29 липня | Canada Masters and the Rogers AT&T Cup Торонто, Канада Tennis Masters Series $2,950,000 – hard Одиночний розряд – Парний розряд           | Боб Браян Майк Браян 4–6, 7–6(7–1), 6–3    | Марк Ноулз Деніел Нестор          | Їржі Новак Томмі Гаас          | Себастьян Грожан Давід Налбандян Фабріс Санторо Марат Сафін   |

### Серпень
| Тиждень             | Турнір | Чемпіони                                         | Фіналісти                    | Півфіналісти                          | Чвертьфіналісти                                               |
| ------------------- | --- | ------------------------------------------------ | ---------------------------- | ------------------------------------- | ------------------------------------------------------------- |
| 5 серпня            | Cincinnati Masters Мейсон, OH, USA Tennis Masters Series $2,950,000 – hard Одиночний розряд – Парний розряд                                     | Карлос Моя 7–5, 7–6(7–5)                         | Ллейтон Г'юїтт               | Фернандо Гонсалес Хуан Карлос Ферреро | Андре Агассі Енді Роддік Райнер Шуттлер Вейн Артурс           |
| 5 серпня            | Cincinnati Masters Мейсон, OH, USA Tennis Masters Series $2,950,000 – hard Одиночний розряд – Парний розряд                                     | Джеймс Блейк Тодд Мартін 7–5, 6–3                | Магеш Бгупаті Максим Мирний  | Фернандо Гонсалес Хуан Карлос Ферреро | Андре Агассі Енді Роддік Райнер Шуттлер Вейн Артурс           |
| 12 серпня           | RCA Championships Індіанаполіс, IN, USA ATP International Series Gold $800,000 – hard Одиночний розряд – Парний розряд                          | Грег Руседскі 6–7(6–8), 6–4, 6–4                 | Фелікс Мантілья              | Томмі Гаас Райнер Шуттлер             | Мартін Веркерк Себастьян Грожан Арно Клеман Арно Ді Паскуале  |
| 12 серпня           | RCA Championships Індіанаполіс, IN, USA ATP International Series Gold $800,000 – hard Одиночний розряд – Парний розряд                          | Марк Ноулз Деніел Нестор 7–6(7–4), 6–7(5–7), 6–4 | Магеш Бгупаті Максим Мирний  | Томмі Гаас Райнер Шуттлер             | Мартін Веркерк Себастьян Грожан Арно Клеман Арно Ді Паскуале  |
| 12 серпня           | Legg Mason Tennis Classic Washington, D.C., USA ATP International Series Gold $800,000 – hard Одиночний розряд – Парний розряд                  | Джеймс Блейк 1–6, 7–6(7–5), 6–4                  | Парадорн Шрічапхан           | Андре Агассі Марсело Ріос             | Томас Енквіст Алекс Корретха Яркко Ніємінен Фернандо Мелігені |
| 12 серпня           | Legg Mason Tennis Classic Washington, D.C., USA ATP International Series Gold $800,000 – hard Одиночний розряд – Парний розряд                  | Вейн Блек Кевін Ульєтт 3–6, 6–3, 7–5             | Боб Браян Майк Браян         | Андре Агассі Марсело Ріос             | Томас Енквіст Алекс Корретха Яркко Ніємінен Фернандо Мелігені |
| 19 серпня           | TD Waterhouse Cup Лонг-Айленд, NY, USA ATP International Series $480,000 – hard Одиночний розряд – Парний розряд                                | Парадорн Шрічапхан 5–7, 6–2, 6–2                 | Хуан Ігнасіо Чела            | Томмі Гаас Алекс Корретха             | Яркко Ніємінен Юнес Ель-Айнауї Поль-Анрі Матьє Марді Фіш      |
| 19 серпня           | TD Waterhouse Cup Лонг-Айленд, NY, USA ATP International Series $480,000 – hard Одиночний розряд – Парний розряд                                | Магеш Бгупаті Майк Браян 6–3, 6–4                | Петр Пала Павел Візнер       | Томмі Гаас Алекс Корретха             | Яркко Ніємінен Юнес Ель-Айнауї Поль-Анрі Матьє Марді Фіш      |
| 26 серпня 2 вересня | Відкритий чемпіонат США з тенісу 2002 Нью-Йорк, NY, USA Grand Slam $7,129,000 – hard 128S/128Q/64D/32X Одиночний розряд – Парний розряд – Мікст | Піт Сампрас 6–3, 6–4, 5–7, 6–4                   | Андре Агассі                 | Ллейтон Г'юїтт Шенг Схалкен           | Юнес Ель-Айнауї Максим Мирний Енді Роддік Фернандо Гонсалес   |
| 26 серпня 2 вересня | Відкритий чемпіонат США з тенісу 2002 Нью-Йорк, NY, USA Grand Slam $7,129,000 – hard 128S/128Q/64D/32X Одиночний розряд – Парний розряд – Мікст | Магеш Бгупаті Максим Мирний 6–3, 3–6, 6–4        | Їржі Новак Радек Штепанек    | Ллейтон Г'юїтт Шенг Схалкен           | Юнес Ель-Айнауї Максим Мирний Енді Роддік Фернандо Гонсалес   |
| 26 серпня 2 вересня | Відкритий чемпіонат США з тенісу 2002 Нью-Йорк, NY, USA Grand Slam $7,129,000 – hard 128S/128Q/64D/32X Одиночний розряд – Парний розряд – Мікст | Майк Браян Ліза Реймонд 7–6(11–9), 7–6(7–1)      | Боб Браян Катарина Среботнік | Ллейтон Г'юїтт Шенг Схалкен           | Юнес Ель-Айнауї Максим Мирний Енді Роддік Фернандо Гонсалес   |

### Вересень
| Тиждень    | Турнір | Чемпіони                                                | Фіналісти                                                   | Півфіналісти                         | Чвертьфіналісти                                                 |
| ---------- | --- | ------------------------------------------------------- | ----------------------------------------------------------- | ------------------------------------ | --------------------------------------------------------------- |
| 9 вересня  | Open Romania Бухарест, Румунія ATP International Series $381,000 – clay Одиночний розряд – Парний розряд                                  | Давид Феррер 6–3, 6–2                                   | Хосе Акасусо                                                | Андрей Павел Давід Санчес            | Хуан Хінер Франко Скілларі Гало Бланко Арно Ді Паскуале         |
| 9 вересня  | Open Romania Бухарест, Румунія ATP International Series $381,000 – clay Одиночний розряд – Парний розряд                                  | Єнс Кніппшильд Петер Нюборґ 6–3, 6–3                    | Еміліо Бенфеле Альварес Андрес Шнейтер                      | Андрей Павел Давід Санчес            | Хуан Хінер Франко Скілларі Гало Бланко Арно Ді Паскуале         |
| 9 вересня  | Відкритий чемпіонат Бразилії з тенісу Costa do Sauipe, Бразилія ATP International Series $571,000 – hard Одиночний розряд – Парний розряд | Густаво Куертен 6–7(4–7), 7–5, 7–6(7–2)                 | Гільєрмо Кор'я                                              | Рамон Дельгадо Сесіл Маміїт          | Гастон Етліс Андре Са Домінік Хрбати Агустін Кальєрі            |
| 9 вересня  | Відкритий чемпіонат Бразилії з тенісу Costa do Sauipe, Бразилія ATP International Series $571,000 – hard Одиночний розряд – Парний розряд | Скотт Гамфріс Марк Мерклейн 6–3, 7–6(7–1)               | Густаво Куертен Андре Са                                    | Рамон Дельгадо Сесіл Маміїт          | Гастон Етліс Андре Са Домінік Хрбати Агустін Кальєрі            |
| 9 вересня  | President's Cup Ташкент, Узбекистан ATP International Series $550,000 – hard Main Draw - Qualifying                                       | Євген Кафельников 7–6(8–6), 7–5                         | Володимир Волчков                                           | Парадорн Шрічапхан Давіде Сангінетті | Марат Сафін Іван Любичич Крістіан Плесс Томмі Гаас              |
| 9 вересня  | President's Cup Ташкент, Узбекистан ATP International Series $550,000 – hard Main Draw - Qualifying                                       | Девід Адамс Роббі Куніґ 6–2, 7–5                        | Рамон Слюйтер Мартін Веркерк                                | Парадорн Шрічапхан Давіде Сангінетті | Марат Сафін Іван Любичич Крістіан Плесс Томмі Гаас              |
| 16 вересня | Davis Cup by BNP Paribas Semifinals Париж, Франція – clay Москва, Росія – carpet (i)                                                      | Переможці півфіналів Франція 3–2 · Росія 3–2            | Переможені у півфіналах Сполучені Штати Америки · Аргентина |                                      |                                                                 |
| 23 вересня | Salem Open Гонконг, КНР ATP International Series $400,000 – hard                                                                          | Хуан Карлос Ферреро 6–3, 1–6, 7–6(7–4)                  | Карлос Моя                                                  | Йонас Бйоркман Жером Гольмар         | Фелісіано Лопес Франсіско Клавет Хуан Ігнасіо Чела Антоні Дюпюї |
| 23 вересня | Salem Open Гонконг, КНР ATP International Series $400,000 – hard                                                                          | Ян-Майкл Гембілл Грейдон Олівер 6–7(2–7), 6–4, 7–6(7–4) | Вейн Артурс Ендрю Кратцманн                                 | Йонас Бйоркман Жером Гольмар         | Фелісіано Лопес Франсіско Клавет Хуан Ігнасіо Чела Антоні Дюпюї |
| 23 вересня | Campionati Internazionali di Sicilia Палермо, Італія ATP International Series $381,000 – clay Одиночний розряд – Парний розряд            | Фернандо Гонсалес 5–7, 6–3, 6–1                         | Хосе Акасусо                                                | Марсело Ріос Богдан Уліграх          | Давід Санчес Луїс Орна Саргис Саргсян Альберто Мартін           |
| 23 вересня | Campionati Internazionali di Sicilia Палермо, Італія ATP International Series $381,000 – clay Одиночний розряд – Парний розряд            | Лукас Арнольд Кер Луїс Лобо 6–4, 4–6, 6–2               | Франтішек Чермак Леош Фридль                                | Марсело Ріос Богдан Уліграх          | Давід Санчес Луїс Орна Саргис Саргсян Альберто Мартін           |
| 30 вересня | Відкритий чемпіонат Японії з тенісу AIG Tokyo, Японія ATP International Series Gold $800,000 – hard Одиночний розряд – Парний розряд      | Кеннет Карлсен 7–6(10–8), 6–3                           | Маґнус Норман                                               | Парадорн Шрічапхан Вінс Спейдія      | Ллейтон Г'юїтт Антоні Дюпюї Фелісіано Лопес Магнус Ларссон      |
| 30 вересня | Відкритий чемпіонат Японії з тенісу AIG Tokyo, Японія ATP International Series Gold $800,000 – hard Одиночний розряд – Парний розряд      | Джефф Кутзе Кріс Гаггард 7–6(7–4), 6–4                  | Ян-Майкл Гембілл Грейдон Олівер                             | Парадорн Шрічапхан Вінс Спейдія      | Ллейтон Г'юїтт Антоні Дюпюї Фелісіано Лопес Магнус Ларссон      |
| 30 вересня | Кубок Кремля Moscow, Росія ATP International Series $1,000,000 – carpet (i) Одиночний розряд – Парний розряд                              | Поль-Анрі Матьє 4–6, 6–2, 6–0                           | Шенг Схалкен                                                | Марат Сафін Євген Кафельников        | Роджер Федерер Райнер Шуттлер Ніколя Ескюде Сіріль Сольньє      |
| 30 вересня | Кубок Кремля Moscow, Росія ATP International Series $1,000,000 – carpet (i) Одиночний розряд – Парний розряд                              | Роджер Федерер Максим Мирний 6–4, 7–6(7–0)              | Джошуа Ігл Сендон Столл                                     | Марат Сафін Євген Кафельников        | Роджер Федерер Райнер Шуттлер Ніколя Ескюде Сіріль Сольньє      |

### Жовтень
| Тиждень   | Турнір | Чемпіони                                   | Фіналісти                     | Півфіналісти                       | Чвертьфіналісти                                                       |
| --------- | --- | ------------------------------------------ | ----------------------------- | ---------------------------------- | --------------------------------------------------------------------- |
| 7 жовтня  | CA Tennis Trophy Відень, Австрія ATP International Series Gold $765,000 – hard (i) Одиночний розряд – Парний розряд        | Роджер Федерер 6–4, 6–1, 3–6, 6–4          | Їржі Новак                    | Андрей Павел Карлос Моя            | Юрген Мельцер Микола Давиденко Джеймс Блейк Богдан Уліграх            |
| 7 жовтня  | CA Tennis Trophy Відень, Австрія ATP International Series Gold $765,000 – hard (i) Одиночний розряд – Парний розряд        | Джошуа Ігл Сендон Столл 6–4, 6–3           | Їржі Новак Радек Штепанек     | Андрей Павел Карлос Моя            | Юрген Мельцер Микола Давиденко Джеймс Блейк Богдан Уліграх            |
| 7 жовтня  | Grand Prix de Tennis de Lyon Ліон, Франція ATP International Series $761,000 – carpet (i) Одиночний розряд – Парний розряд | Поль-Анрі Матьє 4–6, 6–3, 6–1              | Густаво Куертен               | Арно Клеман Крістіан Плесс         | Марат Сафін Себастьян Грожан Йонас Бйоркман Ніколя Ескюде             |
| 7 жовтня  | Grand Prix de Tennis de Lyon Ліон, Франція ATP International Series $761,000 – carpet (i) Одиночний розряд – Парний розряд | Вейн Блек Кевін Ульєтт 6–4, 3–6, 7–6(7–3)  | Марк Ноулз Деніел Нестор      | Арно Клеман Крістіан Плесс         | Марат Сафін Себастьян Грожан Йонас Бйоркман Ніколя Ескюде             |
| 14 жовтня | Madrid Masters Мадрид, Іспанія Tennis Masters Series $2,578,000 – hard (i) Одиночний розряд – Парний розряд                | Андре Агассі W/O                           | Їржі Новак                    | Фабріс Санторо Себастьян Грожан    | Роджер Федерер Парадорн Шрічапхан Агустін Кальєрі Хуан Карлос Ферреро |
| 14 жовтня | Madrid Masters Мадрид, Іспанія Tennis Masters Series $2,578,000 – hard (i) Одиночний розряд – Парний розряд                | Марк Ноулз Деніел Нестор 6–3, 7–5, 6–0     | Магеш Бгупаті Максим Мирний   | Фабріс Санторо Себастьян Грожан    | Роджер Федерер Парадорн Шрічапхан Агустін Кальєрі Хуан Карлос Ферреро |
| 21 жовтня | Davidoff Swiss Indoors Базель, Швейцарія ATP International Series $1,000,000 – carpet (i) Одиночний розряд – Парний розряд | Давід Налбандян 6–4, 6–3, 6–2              | Фернандо Гонсалес             | Роджер Федерер Хуан Карлос Ферреро | Тім Генман Енді Роддік Арно Клеман Фелікс Мантілья                    |
| 21 жовтня | Davidoff Swiss Indoors Базель, Швейцарія ATP International Series $1,000,000 – carpet (i) Одиночний розряд – Парний розряд | Боб Браян Майк Браян 7–6(7–1), 7–5         | Марк Ноулз Деніел Нестор      | Роджер Федерер Хуан Карлос Ферреро | Тім Генман Енді Роддік Арно Клеман Фелікс Мантілья                    |
| 21 жовтня | St. Petersburg Open Санкт-Петербург, Росія ATP International Series $1,000,000 – hard (i) Одиночний розряд – Парний розряд | Себастьян Грожан 7–5, 6–4                  | Михайло Южний                 | Кароль Кучера Володимир Волчков    | Гастон Гаудіо Домінік Хрбати Андрей Павел Ніколас Кіфер               |
| 21 жовтня | St. Petersburg Open Санкт-Петербург, Росія ATP International Series $1,000,000 – hard (i) Одиночний розряд – Парний розряд | Девід Адамс Джаред Палмер 7–6(10–8), 6–3   | Іраклій Лабадзе Марат Сафін   | Кароль Кучера Володимир Волчков    | Гастон Гаудіо Домінік Хрбати Андрей Павел Ніколас Кіфер               |
| 21 жовтня | If Stockholm Open Стокгольм, Швеція ATP International Series $650,000 – hard (i) Одиночний розряд – Парний розряд          | Парадорн Шрічапхан 6–7(2–7), 6–0, 6–3, 6–2 | Марсело Ріос                  | Томмі Робредо Хішам Аразі          | Рамон Слюйтер Фабріс Санторо Андреас Вінчігерра Ніколас Массу         |
| 21 жовтня | If Stockholm Open Стокгольм, Швеція ATP International Series $650,000 – hard (i) Одиночний розряд – Парний розряд          | Вейн Блек Кевін Ульєтт 6–4, 2–6, 7–6(7–4)  | Вейн Артурс Пол Генлі         | Томмі Робредо Хішам Аразі          | Рамон Слюйтер Фабріс Санторо Андреас Вінчігерра Ніколас Массу         |
| 28 жовтня | Paris Masters Paris, Франція Tennis Masters Series $2,828,000 – carpet (i) Одиночний розряд – Парний розряд                | Марат Сафін 7–6(7–4), 6–0, 6–4             | Ллейтон Г'юїтт                | Парадорн Шрічапхан Карлос Моя      | Роджер Федерер Енді Роддік Ніколя Ескюде Андре Агассі                 |
| 28 жовтня | Paris Masters Paris, Франція Tennis Masters Series $2,828,000 – carpet (i) Одиночний розряд – Парний розряд                | Ніколя Ескюде Фабріс Санторо 6–3, 7–6(8–6) | Густаво Куертен Седрік Пйолін | Парадорн Шрічапхан Карлос Моя      | Роджер Федерер Енді Роддік Ніколя Ескюде Андре Агассі                 |

### Листопад
| Тиждень      | Турнір                                                                                   | Чемпіони                               | Фіналісти             | Півфіналісти              | Чвертьфіналісти                                                  |
| ------------ | ---------------------------------------------------------------------------------------- | -------------------------------------- | --------------------- | ------------------------- | ---------------------------------------------------------------- |
| 4 листопада  | No турніри scheduled.                                                                    | No турніри scheduled.                  | No турніри scheduled. | No турніри scheduled.     | No турніри scheduled.                                            |
| 11 листопада | Tennis Masters Cup Шанхай, КНР Tennis Masters Cup $3,700,000 – hard (i) Одиночний розряд | Ллейтон Г'юїтт 7–5, 7–5, 2–6, 2–6, 6–4 | Хуан Карлос Ферреро   | Карлос Моя Роджер Федерер | Альберт Коста Марат Сафін Їржі Новак Андре Агассі Томас Юганссон |
| 18 листопада | No турніри scheduled.                                                                    | No турніри scheduled.                  | No турніри scheduled. | No турніри scheduled.     | No турніри scheduled.                                            |
| 25 листопада | Davis Cup by BNP Paribas Final Париж, Франція – clay (i)                                 | Росія 3–2                              | Франція               |                           |                                                                  |

## Статистична інформація

### Рейтинги одиночного розряду
| 30 грудня 2002 | 30 грудня 2002      | 30 грудня 2002  | 30 грудня 2002 |
| Ранг           | Тенісист            | Країна          | Пункти         |
| -------------- | ------------------- | --------------- | -------------- |
| 1              | Ллейтон Г'юїтт      | Австралія       | 4,365          |
| 2              | Густаво Куертен     | Бразилія        | 3,855          |
| 3              | Андре Агассі        | США             | 3,520          |
| 4              | Євген Кафельников   | Росія           | 3,090          |
| 5              | Хуан Карлос Ферреро | Іспанія         | 3,040          |
| 6              | Себастьян Грожан    | Франція         | 2,790          |
| 7              | Патрік Рафтер       | Австралія       | 2,785          |
| 8              | Томмі Гаас          | Німеччина       | 2,285          |
| 9              | Тім Генман          | Велика Британія | 2,100          |
| 10             | Піт Сампрас         | США             | 1,940          |
| 11             | Марат Сафін         | Росія           | 1,920          |
| 12             | Горан Іванишевич    | Хорватія        | 1,761          |
| 13             | Роджер Федерер      | Швейцарія       | 1,745          |
| 14             | Енді Роддік         | США             | 1,573          |
| 15             | Гільєрмо Каньяс     | Аргентина       | 1,572          |
| 16             | Алекс Корретха      | Іспанія         | 1,525          |
| 17             | Арно Клеман         | Франція         | 1,475          |
| 18             | Томас Юганссон      | Швеція          | 1,375          |
| 19             | Карлос Моя          | Іспанія         | 1,310          |
| 20             | Альберт Портас      | Іспанія         | 1,220          |

| Рейтинг на кінець 2003 | Рейтинг на кінець 2003 | Рейтинг на кінець 2003 | Рейтинг на кінець 2003 | Рейтинг на кінець 2003 | Рейтинг на кінець 2003 | Рейтинг на кінець 2003 |
| Ранг                   | Тенісист               | Країна                 | Пункти                 | Від                    | До                     | Зміна                  |
| ---------------------- | ---------------------- | ---------------------- | ---------------------- | ---------------------- | ---------------------- | ---------------------- |
| 1                      | Ллейтон Г'юїтт         | Австралія              | 4,485                  | 1                      | 1                      | ▬                      |
| 2                      | Андре Агассі           | США                    | 3,395                  | 2                      | 10                     | ▲ 1                    |
| 3                      | Марат Сафін            | Росія                  | 2,845                  | 2                      | 11                     | ▲ 8                    |
| 4                      | Хуан Карлос Ферреро    | Іспанія                | 2,740                  | 2                      | 11                     | ▲ 1                    |
| 5                      | Карлос Моя             | Іспанія                | 2,630                  | 5                      | 32                     | ▲ 14                   |
| 6                      | Роджер Федерер         | Швейцарія              | 2,590                  | 6                      | 14                     | ▲ 7                    |
| 7                      | Їржі Новак (тенісист)  | Чехія                  | 2,335                  | 5                      | 29                     | ▲ 22                   |
| 8                      | Тім Генман             | Велика Британія        | 2,215                  | 4                      | 11                     | ▲ 1                    |
| 9                      | Альберт Коста          | Іспанія                | 2,070                  | 6                      | 42                     | ▲ 31                   |
| 10                     | Енді Роддік            | США                    | 2,045                  | 9                      | 17                     | ▲ 4                    |
| 11                     | Томмі Гаас             | Німеччина              | 2,020                  | 2                      | 11                     | ▼ 3                    |
| 12                     | Давід Налбандян        | Аргентина              | 1,775                  | 12                     | 48                     | ▲ 35                   |
| 13                     | Піт Сампрас            | США                    | 1,735                  | 10                     | 17                     | ▼ 3                    |
| 14                     | Томас Юганссон         | Швеція                 | 1,725                  | 7                      | 18                     | ▲ 4                    |
| 15                     | Гільєрмо Каньяс        | Аргентина              | 1,725                  | 12                     | 20                     | ▬                      |
| 16                     | Парадорн Шрічапхан     | Таїланд                | 1,646                  | 16                     | 120                    | ▲ 104                  |
| 17                     | Себастьян Грожан       | Франція                | 1,640                  | 4                      | 18                     | ▼ 11                   |
| 18                     | Фернандо Гонсалес      | Чилі                   | 1,636                  | 17                     | 140                    | ▲ 121                  |
| 19                     | Алекс Корретха         | Іспанія                | 1,555                  | 16                     | 31                     | ▼ 3                    |
| 20                     | Шенг Схалкен           | Нідерланди             | 1,525                  | 15                     | 34                     | ▲ 6                    |

## Завершили кар'єру
- Карім Аламі (нар. 24 травня 1973)
- Серхі Бругера (нар. 16 січня 1971)
- Магнус Густафссон (нар. 3 січня 1967)
- Седрік Пйолін (нар. 15 червня 1969)
- Патрік Рафтер (нар. 28 грудня 1972)
- Піт Сампрас (нар. 12 серпня 1971)
- Ян Сімерінк (нар. 14 квітня 1970)